# Purus (rivier)
De Purus (Spaans: Río Purús, Portugees: Rio Purus) is een rivier in Zuid-Amerika. Zij stroomt door Peru en Brazilië en is ruim 3.210 kilometer lang.
De rivier ontspringt in een middelgebergte ten oosten van de Peruaanse Andes uit de samenkomst tussen de twee rivieren Cujar en Curiuja. De bron bevindt zich in de Peruaanse provincie Ucayali, ongeveer 320 km ten noorden van de stad Cuzco. Dit gebied in Peru is beschermd als Nationaal park Alto Purús. Van daaruit stroomt de Purus in noordoostelijke richting naar Brazilië waar zij met een sterke meander uitmondt in de grote Amazone. Haar uitmonding ligt ongeveer 150 km ten westen van de stad Manaus.